# Emiliano Salvador
Emiliano Salvador (Las Tunas, 19 de agosto de 1951 - 22 de octubre de 1992, La Habana) fue un pianista y compositor cubano de música afrocubana y jazz latino. 

## Biografía
Estudió percusión y piano en la Escuela Nacional de Arte y completó estudios posteriormente con Juan Elósegui, Federico Smith y Leo Brouwer. Integró el Grupo de Experimentación Sonora del ICAIC; fue pianista y arreglista del grupo de Pablo Milanés; acompañó a Silvio Rodríguez, Chico Buarque y al cuarteto brasileño MPB4.
Fundó y dirigió su propio grupo, que en diferentes momentos estuvo integrado por José Carlos Acosta, saxofón, tenor y soprano; Feliciano Arango, bajo eléctrico; Emilio del Monte, paila y drums; Rodolfo Valdés Terry, tumbadora y bongó. Según Leonardo Acosta, el mérito de Emiliano, musicalmente hablando, comienza con el hecho de que logró un estilo propio, orgánico y coherente, a partir de las raíces afrocubanas, el jazz, la música brasileña, el piano clásico y romántico y las influencias muy particulares de ciertos pianistas.El primero en Cuba que asimiló la lección de Evans fue Chucho Valdés.[cita requerida]
Emiliano se interesó particularmente por la innovaciones armónicas de Thelonious Monk, siendo uno de los primeros pianistas cubanos en hacerlo.  En 1977 Emiliano Salvador fue profesor de música en el cine en la Escuela de Cinematografía del MOCAC (Movimiento de Cine Aficionados de Cuba)que dirigía su amigo el Dr. Raimundo Torres Díaz. Del movimiento del free jazz, aquilató el trabajo de Cecil Taylor, quien combinaba los hallazgos de Monk con el pianismo de compositores como Béla Bártok y la improvisación.[cita requerida]
De los pianistas cubanos, se interesó por la música de Peruchín Jústiz y Frank Emilio, admiraba a Dámaso Pérez Prado como pianista, y lo consideraba como el Thelonious Monk de la improvisación cubana.[cita requerida] Sus composiciones tales como "Angélica", "Poly", "Una mañana de domingo" o "Mi contradanza" han venido a enriquecer el repertorio jazzístico cubano.
Obtuvo un Cubadisco por Pianísimo, premio en música de archivo 2001.[cita requerida]

### Muerte
Muere en La Habana, el 22 de octubre de 1992, a los 41 años.

## Algunas Obras
- Angélica, A Puerto Padre, Aquellas gaviotas, Con Fe, El eclipse, El montuno, En una volanta actual, Mi contradanza.
- Danza para cuatro, Para luego es tarde.
- Fatia, Para luego es tarde.
- Un momento de inspiración (con José Carlos Acosta).
- Una mañana de domingo.
- Jazz Plaza, Preludio y visión, Post-visión, Sueño de Ana, Poly.
- Zapateo para una dama bella.